# Епархия Маракая
Епархия Маракая (лат. Dioecesis Maracayensis) — епархия Римско-католической церкви с центром в городе Маракай, Венесуэла. Епархия Маракая входит в митрополию Валенсии в Венесуэле. Кафедральным собором епархии Маракая является церковь Успения Пресвятой Девы Марии.

## История
21 июня 1958 года Папа Римский Пий XII издал буллу «Qui Supremi Pontificatus», которой учредил епархию Маракая, выделив её из епархии Калабосо (сегодня — архиепархия Калабосо) и архиепархии Валенсии в Венесуэле.

## Ординарии епархии
- епископ Хосе Али Лебрун Моратинос (21.06.1958 — 19.03.1962), назначен епископом Валенсии в Венесуэле;
- епископ Фелисиано Гонсалес Асканио (31.07.1962 — 13.12.1986)
- епископ Хосе Висенте Энрикес Андеса, S.D.B.[1] (24.06.1987 — 5.02.2003);
- епископ Рейнальдо дель Претте Лиссот (5.02.2003 — 10.04.2007), назначен архиепископом Валенсии в Венесуэле;
- епископ Рафаэль Рамон Конде Альфонсо (с 12 февраля 2008 года).